# Charles Simeon
Charles Simeon (24 septembre 1759 - 13 novembre 1836) est un ecclésiastique anglican évangélique anglais.

## Biographie
Il est né à Reading, Berkshire, en 1759 et baptisé à l'église paroissiale de St Laurence le 24 octobre de la même année . Il est le quatrième et plus jeune fils de Richard Simeon (mort en 1784) et d'Elizabeth Hutton. Son frère aîné, nommé Richard d'après leur père, est décédé prématurément. Son deuxième frère, John, devient avocat, puis député et reçoit le titre de baronnet. Le troisième frère, Edward Simeon, est administrateur de la Banque d'Angleterre .
Simeon fait ses études au Collège d'Eton et au King's College de Cambridge. En tant qu'étudiant de premier cycle à King's à partir de 1779, élevé dans la Haute Église, il étudie The Whole Duty of Man puis un ouvrage de Thomas Wilson sur le sacrement, et en communiant à Pâques, il connait une conversion chrétienne. En 1782, il devient membre du King's College et est ordonné diacre. Il obtient son diplôme de BA en 1783 et, la même année, est ordonné prêtre de l'Église d'Angleterre. Il commence son ministère comme adjoint de Christopher Atkinson (1754-1795) à St Edward King and Martyr, Cambridge. Atkinson le présente à John Venn et Siméon rencontre ensuite Henry Venn, confirmant ses vues évangéliques et calvinistes.
Simeon reçoit la cure de l'église Holy Trinity, Cambridge, en 1783. La nomination, techniquement une cure, suit la mort du révérend Henri Thérond. Le père de Simeon intervient auprès de James Yorke, l'évêque d'Ely, et il est nommé, avant l'âge de 23 ans, curé responsable par l'évêque . Il est d'abord impopulaire, car la congrégation aurait préféré John Hammond (mort en 1830), qui y a été vicaire, et devient lecteur. Les services sont interrompus et il est insulté dans les rues   . Siméon y reste jusqu'à sa mort.
Simeon est mort, célibataire, le 13 novembre 1836  et est enterré le 19 novembre dans King's College Chapel, Cambridge . Son mémorial par Humphrey Hopper à Holy Trinity, Cambridge, est décrit par le critique d'architecture Nikolaus Pevsner comme une «épitaphe aux formes gothiques» ,.

## Influence

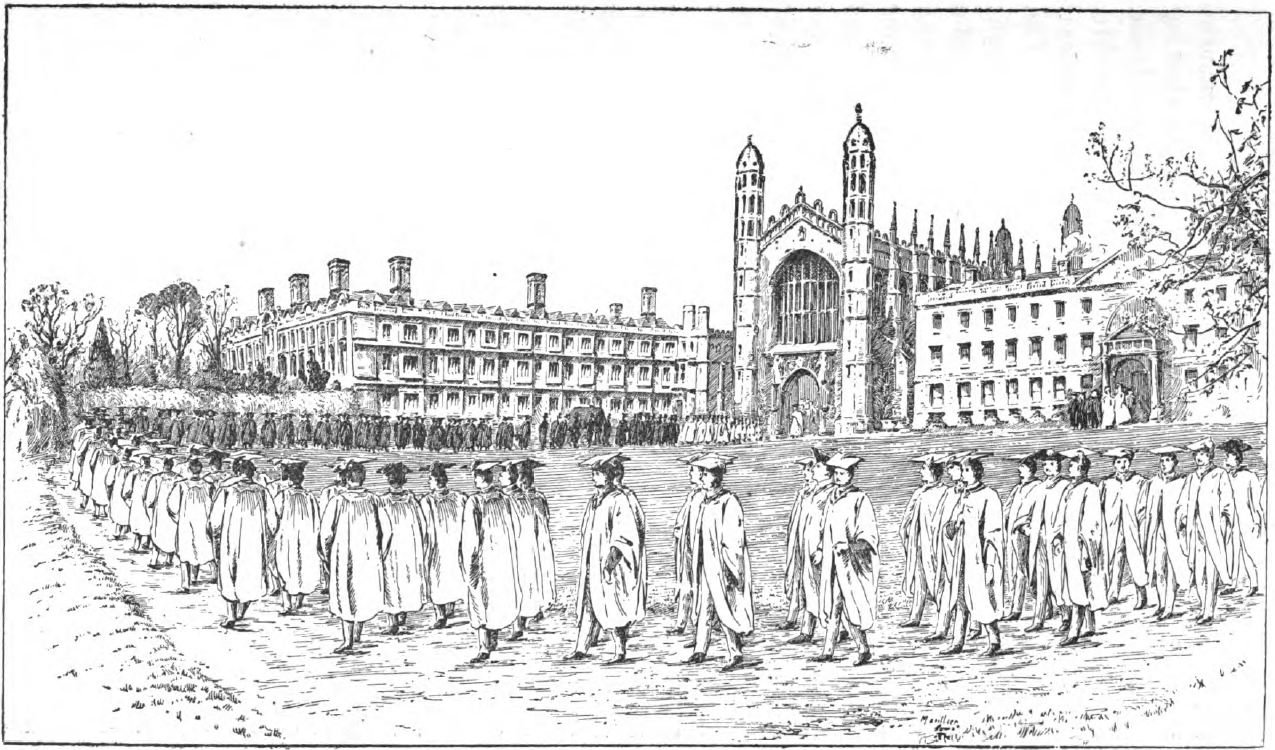
Les funérailles de Simeon au King's College de Cambridge le 19 novembre 1836 d'après Memoirs of a King's College Chorister (1899)

Simeon gagne en influence parmi les étudiants de premier cycle de l'université. Il devient un leader parmi les ecclésiastiques évangéliques et est l'un des fondateurs de la Church Missionary Society en 1799. Il aide également à fonder la London Society for Promoting Christianity Amongst the Jews (maintenant connue sous le nom de Church's Ministry Among Jewish People ou CMJ) en 1809, et est conseiller de la Compagnie britannique des Indes orientales dans le choix des aumôniers pour l'Inde.
Selon l'historien Thomas Macaulay, "l'autorité et l'influence de Siméon... s'étendaient de Cambridge aux coins les plus reculés de l'Angleterre... son influence réelle dans l'Église était bien plus grande que celle de n'importe quel primat" .

## Œuvres
En 1792, Siméon lit un essai sur la composition d'un sermon par le ministre réformé français Jean Claude. Siméon constate que leurs principes sont identiques et utilise l'essai comme base pour ses conférences sur la composition des sermons. L'essai de Claude inspire également Siméon pour clarifier sa propre position théologique. Il publie des centaines de sermons et de résumés de sermons (appelés «squelettes de sermons»), toujours réédités, qui, pour certains, sont une invitation au plagiat clérical. Son œuvre principale est un commentaire de toute la Bible, intitulé Horae homileticae (Londres).

## Héritage
On se souvient de Siméon dans l'Église d'Angleterre avec un petit festival le 13 novembre . Il est commémoré dans l'Église épiscopalienne des États-Unis avec une fête mineure et dans l'Église anglicane du Canada avec une commémoration le 13 novembre .
Il établit une fiducie dans le but d'acquérir le droit de nomination de l'église pour en faire bénéficier le clergé évangélique dans les paroisses de l'Église d'Angleterre. Elle est née du legs de John Thornton, décédé en 1813, de dix advowsons, légués à une fiducie, dont Siméon est l'un des fiduciaires. Siméon élargit le groupe de cures avec l'argent dont il a hérité. Les administrateurs de Simeon, de ce qu'on appelait le Fonds Simeon, sont responsables du patronage (ou d'une part du patronage) dans plus de 160 paroisses de l'Église d'Angleterre .
Il existe également un Charles Simeon Trust, fondé en 2001  et le Charles Simeon Institute, créé en 2014  qui opèrent aux États-Unis et au Canada.